# شهر گنبدی

شهر گنبدی بر روی جلد بنیاد کهکشانی (از آیزاک آسیموف)

شهر گنبدی، شهر سرپوش‌دار یا شهر مسقّف‌شده گونه‌ای تئوری در شهرسازی، آینده‌پژوهی و داستان‌های فانتزی است که در آن، کلّ یک شهر یا یک منطقه شهری کاملاً سرپوش می‌شود تا از تماس با محیط بیرونی در امان بماند.

## آینده پژوهشی و مهندسی
در طی سال‌های ۱۹۶۰ و ۱۹۷۰ میلادی، شهرهای گنبدی در کتاب‌های فانتزی تشریح می‌شدند.

### گمانه‌زنی‌های پیشین دربارهٔ اقامتِ دائمی در جنوبگان
ایدهٔ رایج در دههٔ ۱۹۵۰ این بود که شهرهای ساخته‌شده در جنوبگان باید در زیر گنبد شیشه‌ای (شهرهای گنبدی) محصور شوند تا زندگیِ دائمی در این قاره امکان‌پذیر باشد. نیرو و دمای درونِ این گنبدها را ژنراتورهای اتمی که در خارج از این گنبدها بودند تأمین می‌کردند و یک منبع نوری در بالای برجِ مرکزیِ گنبد نیز به عنوان یک آفتاب مصنوعی در طول ماه‌های تاریک در قطب جنوب پیشنهاد شده بود. به هر حال، رآکتور هسته‌ای در ایستگاه مک موردو باعثِ خطر آلودگی شد و از این رو مدت‌ها پیش بسته شد و این ایده نیز به فراموشی سپرده شد.